# Чикагская митрополия
Чика́гская митропо́лия (англ. Metropolis of Chicago, греч. Μητρόπολη Σικάγου) — православная епархия Американской архиепископии Константинопольской православной церкви на территории штатов Иллинойс, Индиана, Айова, Миннесота, Миссури, Висконсин.

## История
Чикагская епископия была учреждена 11 августа 1922 года в составе греческой архиепископии Северной и Южной Америки на втором соборе духовенства и мирян Греческой Архиепископии в Америке.
В 1931 году независимая Чикагская кафедра была упразднена и далее возобновлялась как викариатство.
Впослевии вместо епархии действовал Второй округ Американской архиепископии с центром в Чикаго, который продолжал координировать церковную жизнь промышленного и железнодорожного центра на юго-западном берегу озера Мичиган, возрастая за счёт притока греческих эмигрантов.
15 марта 1979 года в ходе реформы Американской архиепископии Чикагская епископия была восстановлена.
20 декабря 2002 года все епархии Константинопольского патриархата на территории США получили статус митрополий, а их правящие архиереи местные титулы в связи с чем митрополит Кринийский Иаков (Гарматис) получил титул митрополита Чикагского.

## Монастыри
- Свято-Преображенский монастырь (мужской; Гарвард, Иллинойс[3])
- Монастырь Иоанна Златоуста (женский; Плизант-Прейри, Висконсин)

## Епископы
Чикагская епархия
- Филарет (Иоаннидис) (21 июня 1923 — июль 1930)

Чикагское викариаствтво
- Герасим (Илиас) (26 января 1943 — 28 февраля 1954)

Второй округ
- Иезекииль (Цукалас) (1954 — 24 февраля 1959)
- Емилиан (Лалуссис) (6 ноября 1960—1967)
- Тимофей (Халофтис) (1967 — 21 декабря 1977)

Чикагская митрополия (до 20 декабря 2002 — епархия)
- Иаков (Гарматис) (15 марта 1979 — 2 июня 2017)
- Нафанаил (Симеонидис) (с 17 марта 2018 года)

викарные архиереи
- Димитрий (Кандзавелос), епископ Мокисский (9 декабря 2006 — 15 марта 2023), на покое